# Torpeda Mark 24
Torpeda Mark 24 Fido – amerykańska lotnicza akustyczna torpeda samonaprowadzająca przeznaczona do zwalczania zanurzonych okrętów podwodnych, używana operacyjnie w czasie II wojny światowej przez siły zbrojne Stanów Zjednoczonych, Wielkiej Brytanii i Kanady.

## Historia rozwoju
Po wybuchu II wojny światowej w Stanach Zjednoczonych zaczęto zdawać sobie sprawę, że pomimo pacyfistycznego nastawienia części społeczeństwa także ten kraj będzie musiał w końcu przystąpić do działań zbrojnych. Uważna obserwacja operacji na morzu wskazywała nieprzygotowanie amerykańskich sił zbrojnych do wymogów współczesnego pola walki. Jednym z mankamentów był brak skutecznych środków do wykrywania i zwalczania okrętów podwodnych. W związku z tym wiosną 1941 roku w National Defense Research Committee (NDRC), utworzony został Wydział 6 kierowany przez dr Johna Tate, fizyka z Uniwersytetu Minnesoty, opracowujący sposoby modernizacji sprzętu hydrolokacyjnego.
Jesienią 1941 roku US Navy zwróciło się do NDRC z propozycją opracowania projektu samonaprowadzającej broni przeciwko okrętom podwodnym. W trakcie spotkania naukowców i konstruktorów, które miało miejsce w Laboratorium Akustyki Podwodnej na Uniwersytecie Harvarda (ang. Harvard University's Underwater Sound Laboratory, HUSL), przedyskutowano wstępnie założenia projektowe i wymagania techniczne. Wkrótce odbyło się kolejne spotkanie, tym razem w ośrodku doświadczalnym US Navy (David Taylor Model Basin, DTMB) w Bethesda w stanie Maryland, gdzie przedstawiono podstawowe wymogi dotyczące nowej broni. Miała to być torpeda lotnicza o wymiarach dostosowanych do wyrzutnika standardowych bomb 1000 funtowych (454 kg), czyli nie przekraczająca długości 90 cali (ok. 2,29 m) i średnicy 19 cali (ok. 0,48 m), o masie ładunku wybuchowego wynoszącej do 100 funtów (45,4 kg). Silnik elektryczny miał zapewniać prędkość ok. 12 węzłów, zaś akumulator czas działania od 5 do 15 minut. Pasywny system naprowadzania miał mieć jak największy zasięg.
Do prac nad rozwojem nowej broni zaangażowane zostały HUSL oraz Bell Telephone Laboratories, które już wcześniej prowadziły prace nad akustyką podwodną. Program otrzymał nazwę Projekt 61 kryptonim „Fido” i został uznany za ściśle tajny, z tego też m.in. powodu początkowo program istniał pod mającą maskować prawdziwy cel prac nazwą kodową „Mark 24 Mine”. W prace nad torpedą oprócz laboratoriów naukowych włączono również firmy komercyjne. Western Electric Co. miała skonstruować odpowiedni akumulator, lekki, odporny na wstrząsy i zachowujący niezbędne parametry a General Electric opracować odpowiedni silnik elektryczny, system sterowania oraz urządzenie kontrolujące pracę torpedy do chwili wykrycia celu. Całość badań miała odbywać się w David Taylor Model Basin, której pracownicy mieli wykorzystać swoje doświadczenie do zaprojektowania śruby i kadłuba torpedy. Projekt śruby wykonał odręcznie pracujący w Bethesda dr Karl Schönherr.
Próby prototypów trwały od września do końca 1942 roku, ale już wcześniej, bo w czerwcu, US Navy zdecydowała się na zamówienie 5000 egzemplarzy produkcyjnych. W październiku 1942 roku ustalono ostateczny wygląd i parametry modelu produkcyjnego. W trakcie prób przeprowadzanych na jeziorze Quinsigamond w okolicy Worcester eksperymentatorzy zgubili jeden z egzemplarzy prototypowych, który został odnaleziony dopiero w sierpniu 1944 roku, wywołując lokalną sensację. Całość procesu produkcyjnego otrzymała na mocy zawartego kontraktu Western Electric, z tym, że akumulatory budowała firma Electric Storage Battery Co. a kadłuby torped wykonywane były w niewielkiej firmie zajmującej się na co dzień produkcją wanien. Ogółem wyprodukowano około 4000 egzemplarzy torped, nazwanych oficjalnie dla zachowania tajności projektu, miną Mark 24.
Od 1944 roku do użycia weszła wersja rozwojowa, oznaczona Mark 27, przeznaczona do wystrzeliwania z okrętów podwodnych przeciwko celom nawodnym. W czasie II wojny światowej była stosowana wyłącznie na Pacyfiku.

## Opis konstrukcji
Torpeda akustyczna Mark 24 była niedużym pociskiem lotniczym o masie całkowitej 308,7 kg, długości 2,134 m, średnicy kadłuba 0,483 m i średnicy maksymalnej 0,66 m. Jej konstrukcja podzielona była na trzy części, łączone przy pomocy śrub. Przednia zawierała głowicę bojową z 41,77 kg materiału wybuchowego i w warunkach bojowych była mocowana do korpusu bezpośrednio przed podwieszeniem na nosicielu. W sekcji środkowej znajdował się system naprowadzania, cztery hydrofony rozmieszczone na obwodzie co 90° oraz akumulator. Część tylna zawierała napęd i stery. Konstrukcja kadłuba bazowała na skróconej wersji torpedy Mark 13 i podobnie jak ona posiadała drewniane osłony układu sterującego, odpadające po uderzeniu w wodę.
Pojemność baterii zapewniała torpedzie Mark 24 możliwość pływania przez maksymalnie 15 minut z prędkością 12 węzłów. Po zrzuceniu z wysokości 60-90 metrów przy prędkości samolotu około 220 km/h torpeda opadała na głębokość około 15 metrów i rozpoczynała krążenie w poszukiwaniu celu. W przypadku jego wykrycia pracę podejmował system naprowadzania. Po pierwszych doświadczeniach bojowych głębokość poszukiwania zwiększono do 45 metrów. Jeżeli torpeda nie odnalazła celu do czasu wyczerpania się akumulatora, opadała na dno.

## Zastosowanie bojowe
Fido była używana bojowo przez siły zbrojne Stanów Zjednoczonych, Wielkiej Brytanii i Kanady. Jako pierwsza jednostka otrzymał je wyposażony w samoloty Liberator Mk III 86. Dywizjon Royal Air Force należący do Coastal Command. Pierwszy atak za pomocą nowej broni został przeprowadzony 12 maja 1943 roku, gdy jedna z trzech zrzuconych torped uszkodziła na Atlantyku U-Boot U-456, który zatonął kilka godzin później wraz z całą załogą.
Amerykanie odnieśli swój pierwszy sukces przy zastosowaniu „Fido” w dwa dni później. Załoga łodzi latającej Catalina z dywizjonu VP-84 zaatakowała torpedą Mark 24 i bombami głębinowymi niemiecki U-640. W nową broń uzbrajane były zarówno dywizjony stacjonujące na lądzie, jak też działające z lotniskowców eskortowych.
Ponieważ Amerykanie obawiali się, że w przypadku ujawnienia tajemnicy sposobu działania „Fido” przeciwnik będzie mógł z łatwością zastosować środki dla uniknięcia trafienia, budowę i użycie torpedy otoczono ścisłą tajemnicą. Miała temu służyć zarówno nazwa, sugerująca minę morską, jak też ściśle określone zasady użycia. Dostęp do nowej broni miała ograniczona liczba osób, zaś piloci w raportach stosowali kodowe oznaczenia dla opisania ataków torpedą Mark 24. Nie wolno jej było stosować w pobliżu lądu lub w przypadku, gdy istnieli świadkowie zrzutu.
Według powstałego w sierpniu 1946 roku studium nr 289, oceniającego skuteczność zastosowania torped Mark 24 w czasie działań wojennych, broń została użyta w 204 atakach na okręty podwodne. Amerykanie wykonali 142 z nich, pozostałe były udziałem Brytyjczyków i Kanadyjczyków. Studium stwierdzało, że zatopiono w ten sposób 37 okrętów podwodnych (31 Amerykanie i sześć Brytyjczycy), w tym pięć japońskich, a uszkodzono dalszych 18 (z tego 15 przez Amerykanów). Faktyczna liczba przypadków jest zapewne mniejsza, ale trudna do ustalenia, szczególnie że pewna część ataków przeprowadzana była łącznie torpedami i bombami głębinowymi, co sprawia trudność w ustaleniu faktycznego powodu zatonięcia nieprzyjacielskiej jednostki.
Torpeda Mark 24 była w użyciu do 1948 roku.